# Füzérradvány
Füzérradvány là một thị trấn thuộc hạt Borsod-Abaúj-Zemplén, Hungary. Thị trấn này có diện tích 9,86 km², dân số năm 2010 là 332 người, mật độ 34 người/km².